# Nižná Boca
Nižná Boca este o comună slovacă, aflată în districtul Liptovský Mikuláš din regiunea Žilina, pe malul râului Boca⁠(d). Localitatea se află la altitudinea de 851 m deasupra n.m., se întinde pe o suprafață de 25,17 km2 și în 2017 număra 163 de locuitori. Se învecinează cu comuna Malužiná.

## Istoric
Localitatea Nižná Boca este atestată documentar din 1350.

## Demografie
| An:                | 1994 | 2004   | 2014   | 2024   |
| ------------------ | ---- | ------ | ------ | ------ |
| Număr de persoane: | 189  | 178    | 164    | 155    |
| Diferență:         |      | −5,82% | −7,86% | −5,48% |

| An:                | 2023 | 2024   |
| ------------------ | ---- | ------ |
| Număr de persoane: | 158  | 155    |
| Diferență:         |      | −1,89% |